# Saint-Mathieu-d'Harricana
Pour les articles homonymes, voir Saint-Mathieu et Harricana.
Saint-Mathieu-d'Harricana est une municipalité du Québec située dans la MRC d'Abitibi en Abitibi-Témiscamingue
.

## Toponymie
Initialement nommée Saint-Mathieu en référence à Saint Mathieu, en 1993 la municipalité est renommée Saint-Mathieu-d'Harricana en référence à la rivière Harricana sur la berge de laquelle elle est située.

## Histoire
- 1er janvier 1943 : La paroisse de Saint-Mathieu se détache des cantons unis de Figuery-et-Dalquier-Partie-Sud-Ouest.
- 1993 : La paroisse de Saint-Mathieu devient la municipalité de Saint-Mathieu-d'Harricana[2].

## Géographie
La municipalité de Saint-Mathieu d'Harricana est d'une superficie de 110,8 km2. La municipalité est traversée du sud au nord par l'esker St-Mathieu-Berry.

## Démographie
| 1991 | 1996 | 2001 | 2006 | 2011 | 2016 | 2021 |
| ---- | ---- | ---- | ---- | ---- | ---- | ---- |
| 655  | 717  | 700  | 716  | 696  | 739  | 770  |

## Administration
Les élections municipales se font en bloc pour le maire et les six conseillers.
| Saint-Mathieu-d'Harricana Maires depuis 2001                                                                         |                |         |          |
| Élection | Maire          | Qualité | Résultat |
| 2001 | Gaétan Chénier |         |          |
| 2005 | Gaétan Chénier | Voir    |          |
| 2009 | Martin Roch    |         | Voir     |
| 2013 | Martin Roch    | Voir    |          |
| 2017 | Martin Roch    | Voir    |          |
| 2021 | Martin Roch    | Voir    |          |
| Élection partielle en italique Depuis 2005, les élections sont simultanées dans toutes les municipalités québécoises |                |         |          |